# いつもお陽さま家族
いつもお陽さま家族（いつもおひさまかぞく）は、1982年（昭和57年）11月12日から1983年（昭和58年）2月4日まで、TBS系列の「金曜ドラマ」（毎週金曜日22:00-22:54(JST)）で放映されたテレビドラマ。全11話。

## 概要
NHKの「美容体操」の講師を務めるなど日本のテレビ体操の草分けであり、香淳皇后の体操の先生も務めた美容研究家・竹腰美代子の『いつもお陽さま家族』などの自伝を原作にしてドラマ化。個性的な父と娘の関係、ヒロインの一家を中心にしてその半生を描いた。ヒロインの名前は、竹腰美代子をもじって「竹脇美也子」となっており、「八ツ田伸」のモデルは竹腰の夫となる安田伸（クレイジーキャッツ）である。

## キャスト
- 竹脇美也子：星野知子
- 竹脇栄三：田村高廣 - 美也子の父
- 竹脇シマ：加藤治子 - 美也子の母
- 竹脇邦夫：森本レオ
- 哲也：田中健
- 礼子：浅野裕子
- 昭子：沖直美
- 浅茅陽子
- ケーシー高峰
- 綿貫：河原崎長一郎
- 綿貫弓子：深谷みさお
- 瀬下：岸田今日子 - NHK婦人課長
- 山口菊治：早坂直家 - 美也子の恋人
- 山口峰子：高森和子 - 菊治の母
- 井田：谷啓
- 朝加真由美
- 大倉先生：町田博子
- 八ツ田伸：大和田伸也
- 入山侍従：平田昭彦
- 皇后陛下（香淳皇后）：高峰三枝子

## スタッフ
- 原作：竹腰美代子
- 脚本：布勢博一
- 演出：大山勝美、豊原隆太郎、服部晴治、松田幸雄
- 制作：TBS

## サブタイトル
| 各話   | 放送日         | サブタイトル   | 演出       |
| ------ | -------------- | -------------- | ---------- |
| 第1話  | 1982年11月12日 | オーディション | 大山勝美   |
| 第2話  | 1982年11月19日 | 特訓           | 豊原隆太郎 |
| 第3話  | 1982年11月26日 | 初放送         | 服部晴治   |
| 第4話  | 1982年12月3日  | スキャンダル   | 服部晴治   |
| 第5話  | 1982年12月10日 | テレビ初体験   | 豊原隆太郎 |
| 第6話  | 1982年12月17日 | 未亡人         | 豊原隆太郎 |
| 第7話  | 1982年12月24日 | 宮内庁         | 服部晴治   |
| 第8話  | 1983年1月14日  | 結婚           | 松田幸雄   |
| 第9話  | 1983年1月21日  | 別れ           | 豊原隆太郎 |
| 第10話 | 1983年1月28日  | 爆死           | 豊原隆太郎 |
| 最終話 | 1983年2月4日   | ゴールイン     | 豊原隆太郎 |